# Giel-Courteilles
Giel-Courteilles (ʒjɛl.kuʁ.tɛjⓘ) es una población y comuna francesa, situada en la región de Baja Normandía, departamento de Orne, en el distrito de Argentan y cantón de Putanges-Pont-Écrepin.

## Demografía
| 432 | 408 | 323 | 299 | 321 | 348 |
| Para los censos de 1962 a 1999 la población legal corresponde a la población sin duplicidades (Fuente: INSEE [Consultar]) |     |     |     |     |     |